# Maetsma
Maetsma es una localidad del  municipio de Mustvee en el condado de Jõgeva, Estonia, con una población censada a final del año 2011 de 46 habitantes. 
Se encuentra ubicada al este del condado, junto a la costa noroccidental del lago Peipus, al sur de los condados de Ida-Viru y Lääne-Viru y al norte del condado de Tartu.